# چشمه کالیفرنیا (نقاشی)
چشمه کالیفرنیا (به انگلیسی: California Spring) یک نقاشی رنگ روغن خلق‌شده در سال ۱۸۷۵ توسط هنرمند مکتب هادسن ریور، آلبرت بیرشتات است.